# Duchesse di Braganza

## Duchessa di Braganza

### Casato di Braganza
| Picture | Nome                                     | Padre                                                             | nascita           | Matrimonio       | Diventò Duchessa                     | Cessò di essere Duchessa                  | Morte            | Consorte        |
| ------- | ---------------------------------------- | ----------------------------------------------------------------- | ----------------- | ---------------- | ------------------------------------ | ----------------------------------------- | ---------------- | --------------- |
|         | Costanza di Noronha                      | Alfonso, Count of Gijón and Noronha (Noronha)                     | 1395              | 1420             | 1442 ascesa del marito               | 15 dicembre 1461 morte del marito         | 26 gennaio 1480  | Dom Afonso I    |
|         | Giovanna di Castro                       | João de Castro, signore di Cadaval (Castro)                       | 1410              | 28 dicembre 1429 | 15 dicembre 1461 ascesa del marito   | 1º aprile 1478 morte del marito           | 28 dicembre 1429 | Dom Fernando I  |
|         | Isabella di Viseu                        | Infante Fernando, Duca di Viseu (Aviz)                            | 1459              | 1472             | 1º aprile 1478 ascesa del marito     | 1483 morte del marito                     | 1521             | Dom Fernando II |
|         | Leonor Pérez de Guzmán y Pérez de Guzmán | Juan Alfonso Pérez de Guzmán, III duca di Medina Sidonia (Guzmán) | -                 | 1502             | 1502                                 | 1512                                      | 1512             | Dom Jaime I     |
|         | Joana de Mendoça                         | Diego de Mendoça (Mendoça)                                        | -                 | 1520             | 1520                                 | 20 September 1532 morte del marito        | 1580             | Dom Jaime I     |
|         | Isabel de Lencastre                      | Dionigi di Braganza, conte di Lemos (Braganza)                    | 1513              | 25 giugno 1542   | 25 giugno 1542                       | 24 agosto 1558                            | 24 agosto 1558   | Dom Teodósio I  |
|         | Beatriz de Lencastre                     | Luiz I de Lancastre (Aviz-Lancastre)                              | 1542              | 4 settembre 1559 | 4 settembre 1559                     | 1563 morte del marito                     | 12 giugno 1623   | Dom Teodósio I  |
|         | Infanta Caterina di Guimarães            | Infante Edoardo, IV Duca di Guimarães (Aviz)                      | 18 gennaio 1540   | 1563             | 1563                                 | 1583 morte del marito                     | 15 novembre 1614 | Dom João I      |
|         | Ana de Velasco y Téllez-Girón            | Juan Fernández de Velasco, V Duca di Frías (Velasco)              | 1585              | 17 giugno 1603   | 17 giugno 1603                       | 7 novembre 1607                           | 7 novembre 1607  | Dom Teodósio II |
|         | Luisa di Guzmán                          | Juan Manuel Pérez de Guzmán, VIII duca di Medina Sidonia (Guzmán) | 13 ottobre 1613   | 12 gennaio 1633  | 12 gennaio 1633                      | 1º dicembre 1640 diventò Regina consorte  | 27 febbraio 1666 | Dom João II     |
|         | Maria Francesca di Nemours               | Carlo Amedeo, Duca di Nemours (Savoia)                            | 21 giugno 1646    | 2 aprile 1668    | 2 aprile 1668                        | 12 settembre 1683 diventò Regina consorte | 27 dicembre 1683 | Dom Pedro I     |
|         | Infanta Marianna Vittoria di Spagna      | Filippo V di Spagna (Borbone)                                     | 31 marzo 1718     | 19 gennaio 1729  | 19 gennaio 1729                      | 31 luglio 1750 diventò Regina consorte    | 15 gennaio 1781  | Dom José I      |
|         | Infanta Benedetta del Portogallo         | Giuseppe I del Portogallo (Braganza)                              | 25 luglio 1746    | 21 febbraio 1777 | 24 febbraio 1777 diventò Principessa | 11 settembre 1788 morte del marito        | 18 agosto 1829   | Dom José II     |
|         | Infanta Carlotta Gioacchina di Spagna    | Carlo IV di Spagna (Borbone)                                      | 25 aprile 1775    | 8 maggio 1785    | 11 settembre 1788 morte del cognato  | 20 marzo 1816 diventò Regina consorte     | 7 dicembre 1830  | Dom João IV     |
|         | Maria Leopoldina d'Austria               | Francesco II, Sacro Romano Imperatore (Asburgo-Lorena)            | 22 gennaio 1797   | 6 novembre 1817  | 6 novembre 1817                      | 26 March 1826 diventò Regina consorte     | 11 dicembre 1826 | Dom Pedro II    |
|         | Amalia di Leuchtenberg                   | Eugenio di Beauharnais (Beauharnais)                              | 31 luglio 1812    | 2 agosto 1829    | 7 aprile 1831 abdicazione del marito | 24 settembre 1834 morte del marito        | 26 gennaio 1873  | Dom Pedro II    |
|         | Amelia d'Orléans                         | Principe Filippo, Conte di Parigi (Borbone-Orléans)               | 28 settembre 1865 | 22 maggio 1886   | 22 maggio 1886                       | 19 ottobre 1889 diventò Regina consorte   | 25 ottobre 1951  | Dom Carlos I    |

## Duchessa di Braganza nominale

### Casato di Braganza
| Picture | Nome                                          | Padre                                                                                            | nascita          | Matrimonio        | Diventò Duchessa  | Cessò di essere Duchessa          | Morte            | Consorte        |
| ------- | --------------------------------------------- | ------------------------------------------------------------------------------------------------ | ---------------- | ----------------- | ----------------- | --------------------------------- | ---------------- | --------------- |
|         | Adelaide di Löwenstein-Wertheim-Rosenberg     | Costantino, Principe Ereditario di Löwenstein-Wertheim-Rosenberg (Löwenstein-Wertheim-Rosenberg) | 3 aprile 1831    | 24 settembre 1851 | 24 settembre 1851 | 14 novembre 1866 morte del marito | 16 dicembre 1909 | Dom Miguel I    |
|         | Elisabetta di Thurn und Taxis                 | Massimiliano Antonio, Principe Ereditario di Thurn und Taxis (Thurn und Taxis)                   | 28 maggio 1860   | 17 ottobre 1877   | 17 ottobre 1877   | 7 febbraio 1881                   | 7 febbraio 1881  | Dom Miguel II   |
|         | Maria Teresa di Löwenstein-Wertheim-Rosenberg | Carlo, VI Principe di Löwenstein-Wertheim-Rosenberg (Löwenstein-Wertheim-Rosenberg)              | 4 gennaio 1870   | 8 novembre 1893   | 8 novembre 1893   | 11 ottobre 1927 morte del marito  | 17 gennaio 1935  | Dom Miguel II   |
|         | Maria Francisca d'Orléans-Braganza            | Pietro d'Alcântara, Principe di Grão-Pará (Orléans-Braganza)                                     | 8 settembre 1914 | 15 ottobre 1942   | 15 ottobre 1942   | 15 gennaio 1968                   | 15 gennaio 1968  | Dom Duarte Nuno |
|         | Isabel de Castro Curvelo de Herédia           | Jorge de Herédia                                                                                 | 22 novembre 1966 | 13 maggio 1995    | 13 maggio 1995    | In carica                         |                  | Dom Duarte Pio  |